# Stazione di Tavira
La stazione di Tavira (in portoghese Estação Ferroviária de Tavira) è la stazione ferroviaria della cittadina portoghese di Tavira.

## Storia
La stazione fu aperta al traffico il 10 marzo 1905.